# Therese Wolfhagen
Louise Therese Friederike Wolfhagen (* 25. Januar 1811 in Tönning; † 1. September 1890 in Dresden) war eine deutsche Malerin.

## Leben

### Familie
Therese Wolfhagen war die Tochter des Bürgermeisters von Tönning Friedrich Wolfhagen und dessen Ehefrau Elisabeth Charlotte Christiane (geb. Hansen) (1779–1852); sie hatte noch acht Geschwister, zu denen gehörte unter anderem auch die spätere Schriftstellerin Friederike Marie Ernestine Wolfhagen, die unter dem Pseudonym Marie Norden veröffentlichte.
1843 siedelte sie mit ihren Eltern nach Wandsbek bei Hamburg über. 1848, nach dem Tod ihres Vaters, zog sie mit ihrer Mutter und ihrer Schwester nach Dresden in die Lange Gasse 42 um. Seit 1854 lebte sie, gemeinsam mit ihrer Schwester, in der Amalienstr. 14 in Dresden und seit 1855 wohnten sie dort in der Waisenhausstr. 5a; 1890 wurde sie letztmals in der Portikusstr. 7 im Wohnungs- und Geschäfts-Handbuch der königlichen Residenz- und Hauptstadt Dresden aufgeführt.

### Werdegang
Therese Wolfhagen wurde mit ihren Geschwistern durch Hauslehrer erzogen.
Sie erhielt 1840 ihren ersten Zeichenunterricht in Kopenhagen; dort zeichnete sie nach Gipsmodellen und malte dazu Studienköpfe in Öl.
Nach ihrem Umzug nach Hamburg zeichnete sie, unter Leitung des Malers Friedrich Heimerdinger, unter anderem Porträts auf Elfenbein.
In der Zeit von 1848 bis 1850 unterrichtete sie der Maler Gustav Metz.
In Dresden bildeten das Malen von Studienköpfen und das Kopieren alter Meister in der dortigen Gemäldegalerie ihre Arbeitsschwerpunkte.
Während der Wintermonate von 1856 auf 1857 erhielt sie weiteren Unterricht in der Genremalerei in Düsseldorf bei dem Maler Christian Eduard Boettcher. Unter der Leitung von Jacob Becker malte sie im Winter 1858/1859 zwei Genrebilder.
Sie bildete sich autodidaktisch durch alleiniges Naturstudium im Landschaftsfach weiter, beteiligte sich an Ausstellungen des Rheinischen Kunstvereins und verkaufte einige Bilder in Leipzig.